# Suzanne Varga
 (février 2019).
Si vous disposez d'ouvrages ou d'articles de référence ou si vous connaissez des sites web de qualité traitant du thème abordé ici, merci de compléter l'article en donnant les références utiles à sa vérifiabilité et en les liant à la section « Notes et références ».
Suzanne Varga est une hispaniste française.

## Biographie
Suzanne Varga-Guillou, fille d’un diplomate et veuve du musicien compositeur et concertiste Jean Guillou, obtient un baccalauréat littéraire et philosophique suivi par une licence et une maîtrise à la Sorbonne, puis l’agrégation d'espagnol et un doctorat d'État de l'université de Caen.
Elle est nommée à l'université de Lille en 1969. Elle travaille ensuite à l'université d'Artois à partir de 1992. 
Ses travaux universitaires portent sur l’humanisme de la Renaissance et sur le XVIIe siècle. Ses deux biographies ont été primées. La première, Lope de Vega, a obtenu le grand prix de la biographie littéraire de l’Académie française, et la deuxième, consacrée à un petit-fils de Louis XIV, Philippe V, devenu roi d'Espagne, a reçu le prix Hugues-Capet.
En retraite depuis 2009, elle est élue professeur émérite par le conseil scientifique de l’université d'Artois, pour une période de cinq ans. Elle continue à diriger des recherches, à animer des séminaires et des colloques. Elle donne des conférences à l’université de Séville.